# Freshwater Stadium
Freshwater Stadium – piłkarski stadion znajdujący się w Port Vila, stolicy Vanuatu. Jego pojemność wynosi 6 500.

## Historia
W 2018 roku FIFA ogłosiła, iż sfinansuje budowę nowego stadionu w Port Vila. Konstruowano go w dwóch etapach. Mimo problemów z pandemią COVID-19 oraz występującymi lokalnie cyklonami, inwestorowi Qualao Consulting udało się ukończyć projekt. Stadion oddano do użytku w maju 2022.
Stadion gości mecze piłkarskiej ligi Vanuatu. W 2023 rozegrano tu finał Ligi Mistrzów OFC. W 2024 rozgrywane będą tu mecze Pucharu Narodów Oceanii.